# Garbi Schmidt
Garbi Schmidt (født 1969) er professor (mso) i kultur og sprogmødestudier på Roskilde Universitet. Hun er Dr.Phil i islamologi fra Lunds Universitet (1998) og Dr.Phil fra Roskilde Universitet (2016). Hun var forsker, seniorforsker og programleder på SFI mellem 1999 og 2011.
Garbi Schmidt har publiceret akademiske værker inden for både islamologi og indvandringsforskning. 
I 2014 var hun gæsteprofessor i migration ved Malmø Universitet i Sverige. Hun har også haft længere forskningsophold ved blandt andet University of Chicago, Georgetown University og University of California.
I 2017 udgav Schmidt sin første roman, Ebba.